# 마라노디나폴리
마라노디나폴리(이탈리아어: Marano di Napoli)는 이탈리아 캄파니아주 나폴리현에 위치한 코무네다. 나폴리로부터 북서쪽 9 km 거리에 있다.